# بدو (ترانه)
«بُدو» (به انگلیسی: Run) ترانه‌ای از گروه پسرانهٔ کره‌ای بی‌تی‌اس و تک‌آهنگ لید چهارمین آلبوم چندآهنگهٔ زیباترین لحظه در زندگی، قسمت ۲ (۲۰۱۵) از این گروه است. نسخهٔ اصلی کره‌ای این ترانه در ۳۰ نوامبر ۲۰۱۵، توسط بیگ هیت انترتینمنت در کرهٔ جنوبی و نسخهٔ ژاپنی آن در ۱۵ مارس ۲۰۱۶، توسط پونی کنیون در ژاپن منتشر شد.

## فهرست ترانه‌ها
جزئیات برگرفته از آی‌تیونز است.
| نسخهٔ کره‌ای [اصلی] | نسخهٔ کره‌ای [اصلی] | نسخهٔ کره‌ای [اصلی]                                  | نسخهٔ کره‌ای [اصلی] | نسخهٔ کره‌ای [اصلی] |
| شماره             | نام               | نویسنده(ها)                                        | تهیه‌کننده(ها)     | مدت               |
| ----------------- | ----------------- | -------------------------------------------------- | ----------------- | ----------------- |
| ۱.                | «بدو»             | پی‌داگ «هیت‌من» بنگ رپ مانستر شوگا وی جونگ‌کوک جی-هوپ | پی‌داگ             | ۳:۵۷              |

| نسخهٔ کره‌ای [آلبوم گردآوری‌شده] | نسخهٔ کره‌ای [آلبوم گردآوری‌شده] | نسخهٔ کره‌ای [آلبوم گردآوری‌شده]                      | نسخهٔ کره‌ای [آلبوم گردآوری‌شده]                      | نسخهٔ کره‌ای [آلبوم گردآوری‌شده] |
| شماره                         | نام                           | نویسنده(ها)                                        | تهیه‌کننده(ها)                                      | مدت                           |
| ----------------------------- | ----------------------------- | -------------------------------------------------- | -------------------------------------------------- | ----------------------------- |
| ۱.                            | «بدو» (میکس بالاد)            | پی‌داگ «هیت‌من» بنگ رپ مانستر شوگا وی جونگ‌کوک جی-هوپ | پی‌داگ «هیت‌من» بنگ رپ مانستر شوگا وی جونگ‌کوک جی-هوپ | ۴:۱۷                          |
| ۲.                            | «بدو» (میکس آلترناتیو)        | پی‌داگ «هیت‌من» بنگ رپ مانستر شوگا وی جونگ‌کوک جی-هوپ | پی‌داگ «هیت‌من» بنگ رپ مانستر شوگا وی جونگ‌کوک جی-هوپ | ۳:۵۶                          |

| نسخهٔ ژاپنی | نسخهٔ ژاپنی            | نسخهٔ ژاپنی                                                 | نسخهٔ ژاپنی    | نسخهٔ ژاپنی |
| شماره      | نام                   | نویسنده(ها)                                                | تهیه‌کننده(ها) | مدت        |
| ---------- | --------------------- | ---------------------------------------------------------- | ------------- | ---------- |
| ۱.         | «بدو» (نسخهٔ ژاپنی)    | پی‌داگ «هیت‌من» بنگ رپ مانستر شوگا وی جونگ‌کوک جی-هوپ         | پی‌داگ         | ۳:۵۵       |
| ۲.         | «پروانه» (نسخهٔ ژاپنی) | «هیت‌من» بنگ اسلو ربیت پی‌داگ برادر سو رپ مانستر شوگا جی-هوپ | پی‌داگ         | ۴:۰۴       |
| مجموع مدت: | مجموع مدت:            | مجموع مدت:                                                 | مجموع مدت:    | ۷:۵۹       |

| ترانهٔ ویژه [عادی]+[نسخهٔ فروشگاهی] | ترانهٔ ویژه [عادی]+[نسخهٔ فروشگاهی] | ترانهٔ ویژه [عادی]+[نسخهٔ فروشگاهی] | ترانهٔ ویژه [عادی]+[نسخهٔ فروشگاهی] | ترانهٔ ویژه [عادی]+[نسخهٔ فروشگاهی] |
| شماره                             | نام                               | نویسنده(ها)                       | تهیه‌کننده(ها)                     | مدت                               |
| --------------------------------- | --------------------------------- | --------------------------------- | --------------------------------- | --------------------------------- |
| ۳.                                | «روز خوب»                         | مت کب ریوجا شوگا جی-هوپ رپ مانستر | مت کب ریوجا                       | ۴:۲۵                              |
| مجموع مدت:                        | مجموع مدت:                        | مجموع مدت:                        | مجموع مدت:                        | ۱۲:۲۴                             |

## عوامل
جزئیات برگرفته از یادداشت‌های سی‌دی «بدو» است.
- پی‌داگ- تهیه‌کننده، کیبورد، سینث‌سایزر، تنظیم رپ و صدا، مهندس ضبط (داگ بانس)
- «هیت‌من» بنگ- تهیه‌کننده
- آراِم- تهیه‌کننده
- شوگا- تهیه‌کننده
- وی- تهیه‌کننده
- جونگ‌کوک- تهیه‌کننده، کورس
- جی-هوپ- تهیه‌کننده
- جونگ جه‌پیل- گیتار
- جیمز اف. رینولدز- مهندس میکس

## جداول
| جدول (۲۰۱۸)                                 | بالاترین موقعیت |
| ------------------------------------------- | --------------- |
| ۱۰۰ آهنگ داغ ژاپن (بیلبورد)                 | ۲               |
| کرهٔ جنوبی (گائون)                           | ۸               |
| ترانه‌های دیجیتال ملل ایالات متحده (بیلبورد) | ۳               |

## فروش
| کشور      | جدول                 | نسخه           | فروش    |
| --------- | -------------------- | -------------- | ------- |
| کرهٔ جنوبی | جدول دانلودهای گائون | اصلی           | ۶۰۹٬۰۸۲ |
| ژاپن      | اوریکن               | ژاپنی          | ۱۳۳٬۴۶۹ |
| کرهٔ جنوبی | جدول دانلودهای گائون | میکس بالاد     | ۳۸٬۳۱۴  |
| کرهٔ جنوبی | جدول دانلودهای گائون | میکس آلترناتیو | ۲۳٬۳۹۱  |

## تاریخچهٔ انتشار
| منطقه | تاریخ انتشار   | قالب                | نسخه   | ناشر               | منبع   |
| ----- | -------------- | ------------------- | ------ | ------------------ | ------ |
| مختلف | ۳۰ نوامبر ۲۰۱۵ | دانلود دیجیتال      | اصلی   | بیگ هیت انترتینمنت | [ ۱۲ ] |
| مختلف | ۱۵ مارس ۲۰۱۶   | دانلود دیجیتال      | ژاپنی  | بیگ هیت پونی کنیون | [ ۱۳ ] |
| ژاپن  | ۱۵ مارس ۲۰۱۶   | سی‌دی دانلود دیجیتال | ژاپنی  | بیگ هیت پونی کنیون | [ ۱۳ ] |
| مختلف | ۲ مهٔ ۲۰۱۶      | دانلود دیجیتال      | ریمیکس | بیگ هیت انترتینمنت | [ ۱۴ ] |

## واژه‌نامه
1. ↑  Butterfly
2. ↑  Good Day